# اکوندنی
اکوندنی (به لاتین: Ekwendeni) یک منطقهٔ مسکونی در مالاوی است که در بخش مزیمبا واقع شده‌است.